# Nigritie
 (mai 2008).
Améliorez-le ou discutez des points à vérifier. 

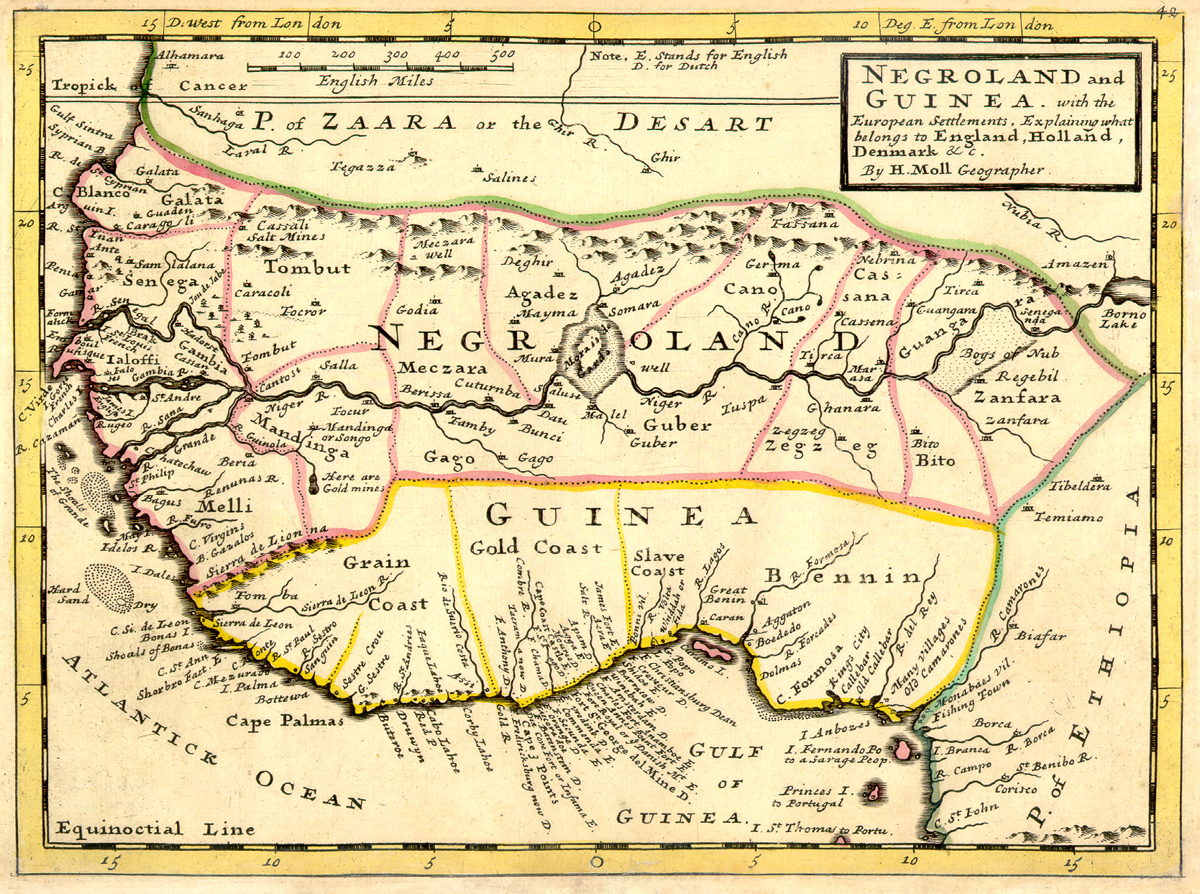
Herman Moll, carte de la Nigritie et de la Guinée (ici en anglais: Negroland et Guinea), 1729.

La Nigritie (du latin niger, noir), également nommée Negroland, Pays des Noirs, Soudan, Tekrour ou Takrour, est l'ancien nom donné à une région d'Afrique qui correspond aux territoires allant du Niger et du Mali actuels jusqu'au Soudan actuel.
Plus précisément, il s'agirait du bassin du Nil supérieur à l'est jusqu'à l'océan Atlantique à l'ouest, territoire couvrant une grande partie de l'Afrique subsaharienne.
Le mot « Nigritie » a été employé par les Européens (ex. : Charles de Brosses : « Les arabes la nomment bilâd as-sûdân, le « pays des noirs » et les Africains la nomment Takrour ». Le mot « Nigritie » peut être considéré comme ayant parfois une connotation péjorative (pays des Nègres du fait des dérivés racistes du mot latin niger[réf. nécessaire]).

## Délimitation géographique
En 1689, Jean-Baptiste Gaby délimite la Nigritie comme suit : 

« Ce grand Empire de Nigritie ne sçauraoit mieux se faire connoître que par ses quatre principales bornes Geographiques. Du côté du Nord, il est borné par la haute Ethiopie que la Geographie vulgaire nomme le païs de par delà Galaam, qui est l'endroit le plus haut sur la rivière du Niger qui soit connu aux Européens, Portugais, Hollandois & François. Du côté de l'occident, il avoisine la mer Atlantique comme aussi la pointe de la côte de barbarie, Au midy il joint la basse Ethiopie ou le païs de par delà Ligne ; & au Levant il regarde le Niger, sur lequel nous faisons continuellement des voyages. »

En 1838, Adriano Balbi dans son Abrégé de géographie distingue :
- la Nigritie occidentale ou Sénégambie ;
- la Nigritie maritime ou Guinée ou Côte de Guinée : Côte du Poivre / Côte des Graines, Côte des Esclaves, Côte de l'Or, Grand-Popo...;
- la Nigritie méridionale ou Congo (au sud de l'équateur), essentiellement l'Afrique centrale ;
- la Nigritie intérieure ou Nigritie propre (celle que les Arabes nommaient Soudan).